# Patrícia Amorim

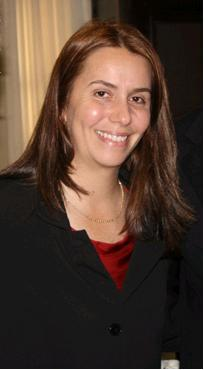
Patricia Amorim (2008)

Patrícia Filler Amorim (* 13. Februar 1969 in Rio de Janeiro) ist eine ehemalige brasilianische Schwimmerin und Fußballsportfunktionärin.
Sie nahm an den Olympischen Spielen 1988 in Seoul teil. Am 7. Dezember 2009 wurde sie zur Präsidentin des brasilianischen Fußballvereins Flamengo Rio de Janeiro gewählt und hatte dieses Amt drei Jahre inne, bis sie im Dezember 2012 in einer neuerlichen Wahl ihrem Nachfolger Eduardo Bandeira de Mello unterlag.
Als Kommunalpolitikerin war sie Mitglied des Partido da Social Democracia Brasileira (PSDB) und wurde für diesen 2000 mit 24.651 Stimmen als Stadtverordnete von Rio de Janeiro in die Stadtkammer gewählt, wo sie sich für Sportbelange einsetzte. Hier erlangte sie die Wiederwahl bei den Kommunalwahlen 2004 und 2008 mit 21.140 Stimmen. Bei der Wahl 2012 unterlag sie mit 11.687 Stimmen und musste dieses Amt niederlegen.